# Agueni-Formation
Koordinaten: 20° 30′ N, 13° 10′ W
Die Agueni-Formation ist die unterste Formation im Taoudenni-Becken Westafrikas. Die vorwiegend aus fossilleeren Sandsteinen bestehende kontinentale bis flachmarine Formation wurde vor rund 1200 Millionen Jahren auf dem archaischen Reguibat-Schild abgelagert.

## Etymologie
Die Formation ist nach ihrer Typlokalität Agueni (oder Aguenni), einer kleinen Ansiedlung rund zehn Kilometer westsüdwestlich von Atar in der Region Adrar in Mauretanien, benannt.

## Geographie
Die Agueni-Formation bildet die südöstliche Umrahmung des Reguibat-Schildes. Von der Typlokalität ausgehend streicht sie in einem bis zu 10 Kilometer breiten Band nach Nordnordost bis Zouérat. Nach Südsüdwest setzt sie sich noch 35 Kilometer weiter fort, um dann bei Terjit unter die Atar-Cliffs-Gruppe abzutauchen, von der sie diskordant überdeckt wird. Im Gegensatz zur darüberfolgenden Azougui-Formation bildet sie im Gelände eine deutliche Schichtstufe (Cuesta).

## Stratigraphie

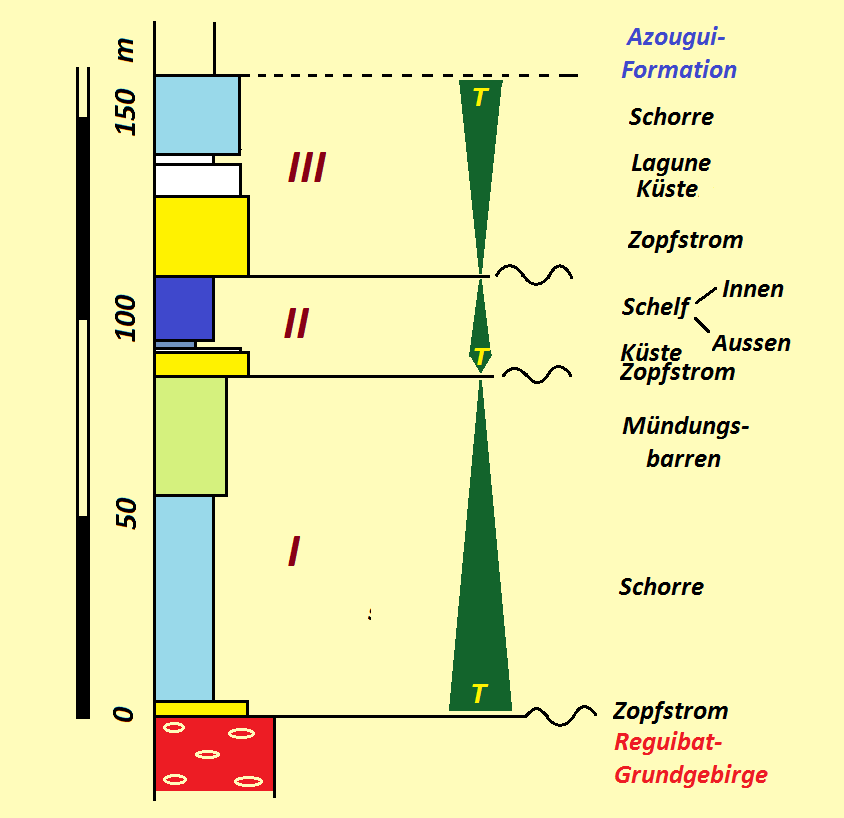
Stratigraphie der Agueni-Formation (Nordsektor)

Die maximal 160 Meter mächtige, zur Char-Gruppe und damit zur Supergruppe 1 gehörende Formation liegt mit einer Winkeldiskordanz auf dem Grundgebirge des Reguibat-Schildes. Sie wird konkordant von der Azougui-Formation überlagert, ebenfalls Teil der Char-Gruppe. Im Südsektor der Formation südlich der Ntouskes-Verwerfung fehlt aufgrund von Erosion die Azougui-Formation; die Agueni-Formation wird hier daher konkordant von der Foum-Chor-Formation der Atar-Gruppe überdeckt.

### Fazies
Faziell gehören die Sandsteine der Agueni-Formation einer Kontinental-, einer Küsten- und mehreren Flachmeer-Fazies an. Die einzelnen Faziesbereiche werden durch deutliche Faziesgrenzen (Englisch bounding surfaces) paketartig voneinander abgetrennt.

### Lithostratigraphie
Lithostratigraphisch lassen sich aufgrund dieser Faziesgrenzen drei Einheiten unterscheiden (vom Hangenden zum Liegenden):
- Einheit III
- Einheit II
- Einheit I

Die insgesamt rund 80 Meter mächtige Einheit I beginnt mit einer grobkörnigen bis konglomeratischen Kontinentalfazies, die über das Reguibat-Grundgebirge transgrediert. Die abgelagerten Sedimente können als zu einem Zopfstromsystem (engl. braided stream) gehörig interpretiert werden. Diese Kontinentalfazies ist nicht durchhaltend, sondern verfüllt vielmehr örtliche Vertiefungen (im Dekameterbereich) in der Erosionsoberfläche des Grundgebirges mit bis zu 1 Meter an Sediment – entweder mit linsenschichtiger Brekzie und/oder mit unsortiertem, konglomeratischen Arkosesandstein. Inkorporierte eckige Klasten des wiederaufgearbeiteten Grundgebirges aus Granit, Quarzit oder reinem Quarz können bis zu 50 Zentimeter groß werden. Hierüber folgen dann bei allmählich absinkendem Meeresspiegel (Regression) abgesetzte sandige Gezeitensedimente (Gezeitensandbänke) der Schorre, die eine Mächtigkeit von bis zu 55 Meter erreichen. Sie werden im Hangenden von bis zu 30 Meter mächtigen, ebenfalls sandigen Barrensedimenten abgelöst, welche ein sukzessives Wiederheranrücken der Mündungsbarren an den Strand bekunden (Übergang von distaler zu proximalier Fazies). Die Einheit I endet mit einer Diskordanz.
Über der Faziesgrenze setzt die knapp 30 Meter mächtige Einheit II erneut mit einer jetzt 5 bis 10 Meter an Mächtigkeit erreichenden transgressiven Kontinentalfazies ein, die wie in Einheit I auf ein Zopfstromnetz zurückzuführen ist. Auf eine horizontale Transgressionsfläche, welche die Beendigung der Flusssedimentation anzeigt, folgt nach der Rückkehr des Meeres eine bis zu 5 Meter mächtige Küstenfazies. Nach Erreichen des Meereshöchststandes (engl. maximum flooding surface oder MFS) beginnt der regressive Halbzyklus mit nur wenigen Metern an distalen, strukturlosen, grünen, glimmerreichen Silten und Tonen des Außenschelfs. Hierüber legen sich 15 Meter an vom Wellengang beherrschten Sedimenten des Innenschelfs.
Auch die 55 Meter erreichende Einheit III beginnt ähnlich wie bereits Einheit I und II transgressiv mit einer Zopfstromfazies, die aber mit 20 Meter wesentlich bedeutender ausfällt. Auch sie wird von rund 10 Metern an heterolithischen Küstenebenensedimenten abgelöst. Nach knapp 5 Meter mächtigen Lagunensedimenten endet die Agueni-Formation schließlich mit etwas über 20 Meter messenden Tidensedimenten der Schorre, die in einer MFS kulminieren.
Auf diese MFS legen sich sodann konkordant bis zu 120 Meter der Azougui-Formation, die nur aus einer einzigen Gezeitenfazies mit gemischt siliziklastisch-kalkigem Charakter aufgebaut wird.

### Mächtigkeitsänderungen und Fazieswechsel
Die Einheit I reduziert sich über eine Distanz von 150 Kilometer von 80 Meter im Norden über 60 Meter im Zentrum auf nur noch 30 Meter im Süden. Ganz im Gegensatz hierzu die Einheit II, die eine Mächtigkeitszunahme von 25 Meter im Norden über 45 Meter im Zentrum auf 75 Meter im Süden erfährt. Die Einheit III bleibt anfangs konstant bei 55 Meter, verringert sich aber dann im Süden auf 35 Meter. Ganz ähnlich die Gesamtmächtigkeiten, die im Norden und im Zentrum bei 160 Meter liegen, sich aber im Süden auf 135 Meter reduzieren.
Die Barrenfazies der Einheit I im Norden ist auch im Zentrum noch anwesend, keilt aber dann nach Süden aus. Die Einheit II erfährt im Zentrum eine Einschaltung von distaler und proximaler Barrenfazies unter die Innenschelfsedimente. Im Süden werden die Innenschelfsedimente sogar vollkommen von 50 Meter mächtigen Tidensedimenten ersetzt. Die Einheit III bleibt hingegen konstant und zeigt keinerlei Fazieswechsel.

## Strömungsrichtungen
Die Auswertung der Strömungsrichtungen anhand von Schrägschichtungen und Rippeln ergab für die einzelnen Einheiten ein sehr uneinheitliches und wechselhaftes Bild. In Einheit I wurden die Sandbarren vorwiegend in etwa parallel zum damaligen Küstenverlauf nach Ostnordost transportiert, wohingegen die darüberliegenden Gezeitensedimente hauptsächlich entlang der Küste nach Nordnordost bewegt wurden. Die Kontinentalfazies der Einheit II zeigt wieder eine bevorzugte Fließrichtung gegen Ost. Die folgenden Gezeitensedimente im Südsektor weichen hiervon jedoch stark ab – ihre Sandwellen bekunden ein Wandern nach Süd und untergeordnet sogar nach Nordwest. Die Gezeitensedimente der Einheit III bewegten sich schließlich nach Nord.
Der kontinentale Sedimenteintrag des Reguibat-Schildes fand somit generell über ein verflochtenes Flusssystem aus westlicher bis westsüdwestlicher Richtung statt. Auf dem flachen Schelf herrschten hingegen zum Teil sehr variable Bedingungen.

## Sedimentstrukturen
Als Sedimentstrukturen sind in der Agueni-Formation Schrägschichtungen, verschiedene Rippelformen, Wattrinnenfüllungen (engl. gutter casts), Rillenmarken und Trockenrisse anzuführen. Als Schrägschichtungstypen fungieren Trog-, Tafel-, Beulen- und Fischgrätenschrägschichtung. Unter den Rippelformen finden sich Strömungs-, Wellen-, Adhäsions-, Leiter- und Interferenzrippeln (sowohl Polygonal- als auch Wellentypus).

## Alter
Die Supergruppe 1 des Taoudenni-Beckens wurde von Clauer (1981) anhand von Glaukoniten in tonreichen Lagen mittels der klassischen Rubidium-Strontium-Methode auf den Zeitraum 998 bis 695 Millionen Jahre BP datiert. Für den Beginn der Char-Gruppe (Agueni-Formation) ergaben sich 998 ± 34 Millionen Jahre BP und für die abschließende Assabe-el-Hassiane-Gruppe rund 695 Millionen Jahre BP.
Eine Neudatierung mittels der Rhenium-Osmium-Methode durch Rooney und Kollegen (2010) erbrachte für die Atar-Gruppe jedoch um über 200 Millionen Jahre höhere Alter, die zwischen 1109 und 1105 Millionen Jahren BP schwanken. Unterstützt wird diese Neudatierung durch den Verlauf der chemostratigraphischen δ13C-Kurve, die sich mit den für die Atar-Gruppe gefundenen Werten im Zeitabschnitt des Steniums deckt, jedoch nicht im Tonium.
Demzufolge hat die Agueni-Formation ein Minimalalter von 1109 Millionen Jahren BP und stammt aus dem Stenium.

## Bedeutung
Das interne Stapelungsmuster der drei Einheiten der Agueni-Formation wird insbesondere von einer Wesensänderung der regressiven Halbzyklen geprägt. Letztere werden in Richtung Hangendes zunehmend von marinen Prozessen kontrolliert – ist Einheit I noch eine fluvial-dominierte und Einheit II eine vom Wellengang beherrschte Küste, so finden sich in Einheit III bereits wiederkehrende Gezeitenrampen. Dies lässt einen generell regressiven Trend erkennen. Denkbar ist aber natürlich auch, dass die Sedimentzufuhr aufgrund der strukturellen Entwicklung der Plattformsanordnung stetig zurückging. Möglicherweise agierten beide Prozesse auch Hand in Hand.
Die häufigen Mächtigkeitsschwankungen und Fazieswechsel innerhalb der Agueni-Formation deuten auf tektonische Instabilität der westafrikanischen Plattform während der Ablagerung hin. Störungen wie beispielsweise die Ntouskes-Verwerfung hatten offensichtlich einen großen Einfluss auf das Sedimentationsgeschehen. Diese Instabilität ist möglicherweise mit dem von Süden erfolgenden Aufbrechen (Rifting) des Panafrikanisch-Brasilianischen Superkontinents in Verbindung zu bringen, das zwischen 1100 und 1000 Millionen Jahren BP stattfand.